# Proctarrelabis selysi
Proctarrelabis selysi är en insektsart som beskrevs av Van der Weele 1909. Proctarrelabis selysi ingår i släktet Proctarrelabis och familjen fjärilsländor. Inga underarter finns listade i Catalogue of Life.